# Korciepczany Potok
Korciepczany Potok – potok będący lewym dopływem Macelowego Potoku w Pieninach, w ich części zwanej Pieninami Czorsztyńskimi. Powstaje na wysokości około 500 m na należących do wsi Sromowce Niżne polach poniżej Podskalniej Góry. Spływa w kierunku południowo-wschodnim i na wysokości około 460 m na Równi pod Trzema Koronami uchodzi do Macelowego Potoku.
Nazwa potoku pochodzi od słowa korciepka – ludowa nazwy czeremchy zwyczajnej. Cała zlewnia Korciepczanego Potoku znajduje się w obrębie wsi Sromowce Niżne w województwie małopolskim, w powiecie nowotarskim, w gminie Czorsztyn.